# Agerø
Agerø ist eine kleine dänische Insel im Limfjord zwischen der Halbinsel Thyholm und der Insel Mors. Sie umfasst eine Fläche von 3,85 km² und wird von 35 Personen bewohnt (1. Januar 2023). Agerø gehörte zur Kirchspielsgemeinde (dän.: Sogn) Hvidbjerg Sogn, die bis 1970 zur Harde Morsø Sønder Herred im damaligen Thisted Amt gehörte, seitdem zur Morsø Kommune im Viborg Amt, welche durch die Kommunalreform zum 1. Januar 2007 unangetastet blieb und nun zur Region Nordjylland gehört. Agerø ist im Norden durch einen Damm mit der Insel Mors verbunden. Agerø besitzt eine eigene Kirche, die sich am höchsten Punkt in der Mitte der Insel befindet und einen weiten Blick über den Fjord ermöglicht. Sie wurde im Jahr 1908 eingeweiht und ist von einer Mauer umgeben, die einen kleinen Friedhof einschließt. In einer Inschrift wird an Pfarrer Jens H. Markvorsen erinnert, mit Dank für seine große selbstlose Jugendarbeit und seine Fürsorge für Kranke, alte Menschen und die Kirche unter seiner Pfarrzeit von 1923 bis zu seinem Tod 1950.

## Natur
Der größere Teil der Insel besteht aus kultiviertem Ackerland, entlang der Küste gibt es Waldstücke, flache Wasserzonen und Küstenwiesen, die von vielen Vögeln als Rast- und Futterplätze genutzt werden. 26 Hektar des nordwestlichen Küstenstreifens stehen als Reservat unter der Betreuung der dänischen Vogelschutz-Stiftung. Agerø ist unter Ornithologen bekannt für die seltene hellbäuchige Ringelgans (dänisch knortegås), die mit insgesamt rund 7000 Exemplaren zur kleinsten Gänsepopulationen der Welt gehört. Rund 500 Exemplare überwintern von November bis Mai auf Agerø. Ende Mai treffen sich die Ringelgänse über der Insel, bevor der größere Teil zum Brüten nach Svalbard weiterfliegt, während ein kleinerer Teil in den Nordosten Grönlands zieht. Die Gründe für diese Besonderheit sind nicht bekannt.
Daneben rasten auf Agerø in größerer Anzahl Graugänse, Austernfischer, Sandregenpfeifer, Kiebitze, Brachvögel und Rotschenkel. Ganzjährig sind Graureiher und Wanderfalken auf der Insel.

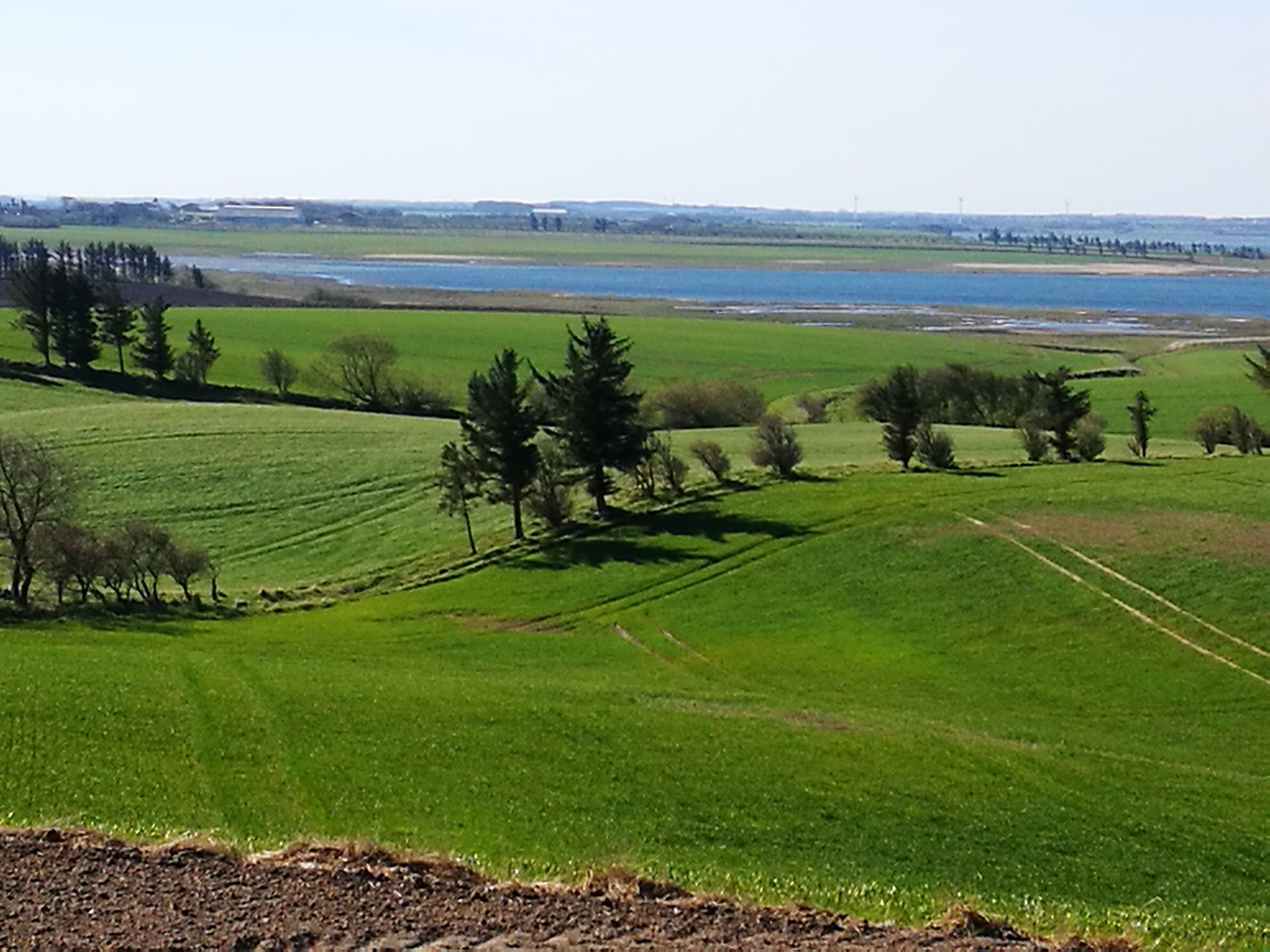
Agerø, Blick auf den Fjord
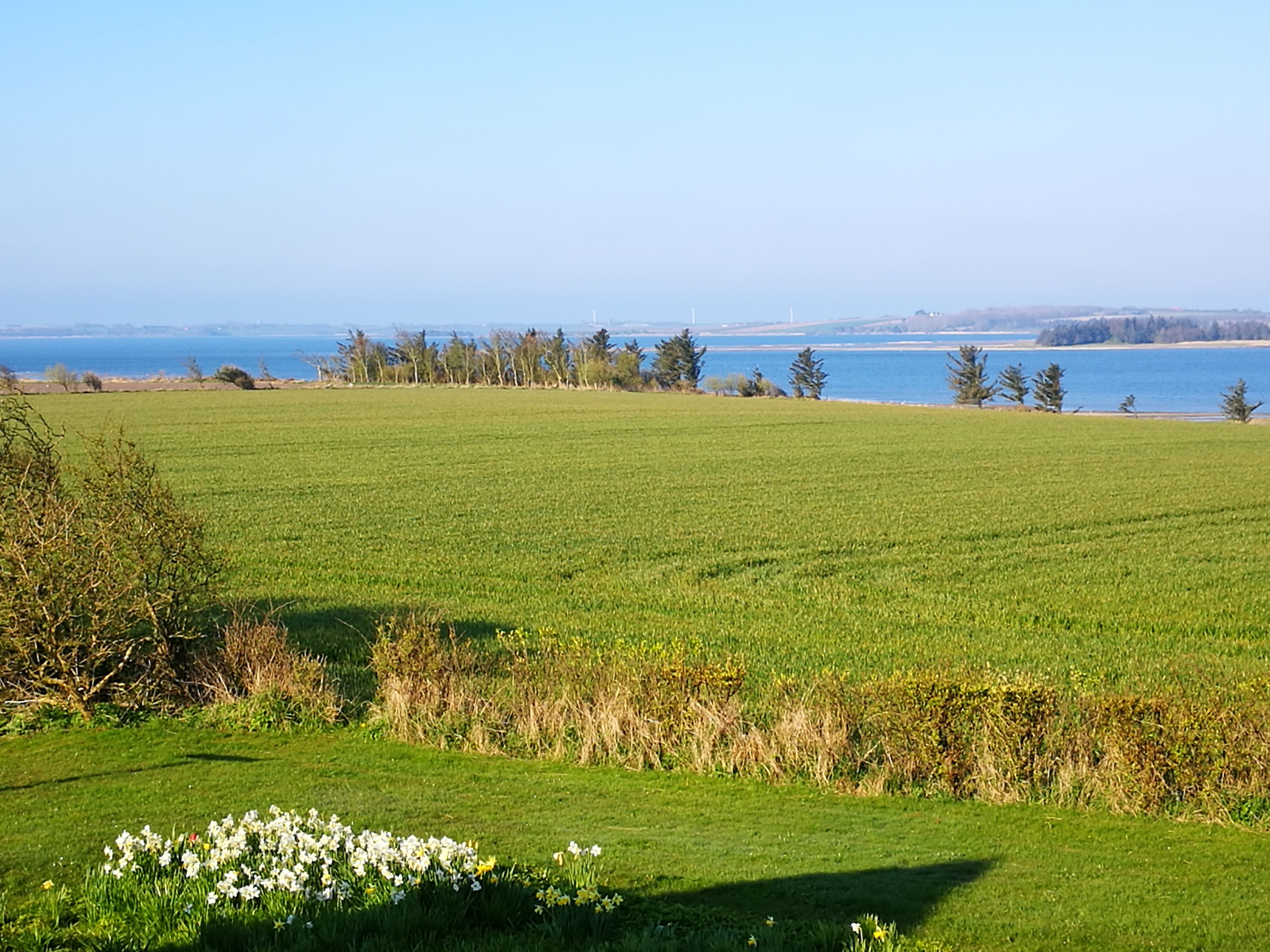
Blick vom Agerøvey Richtung Westen
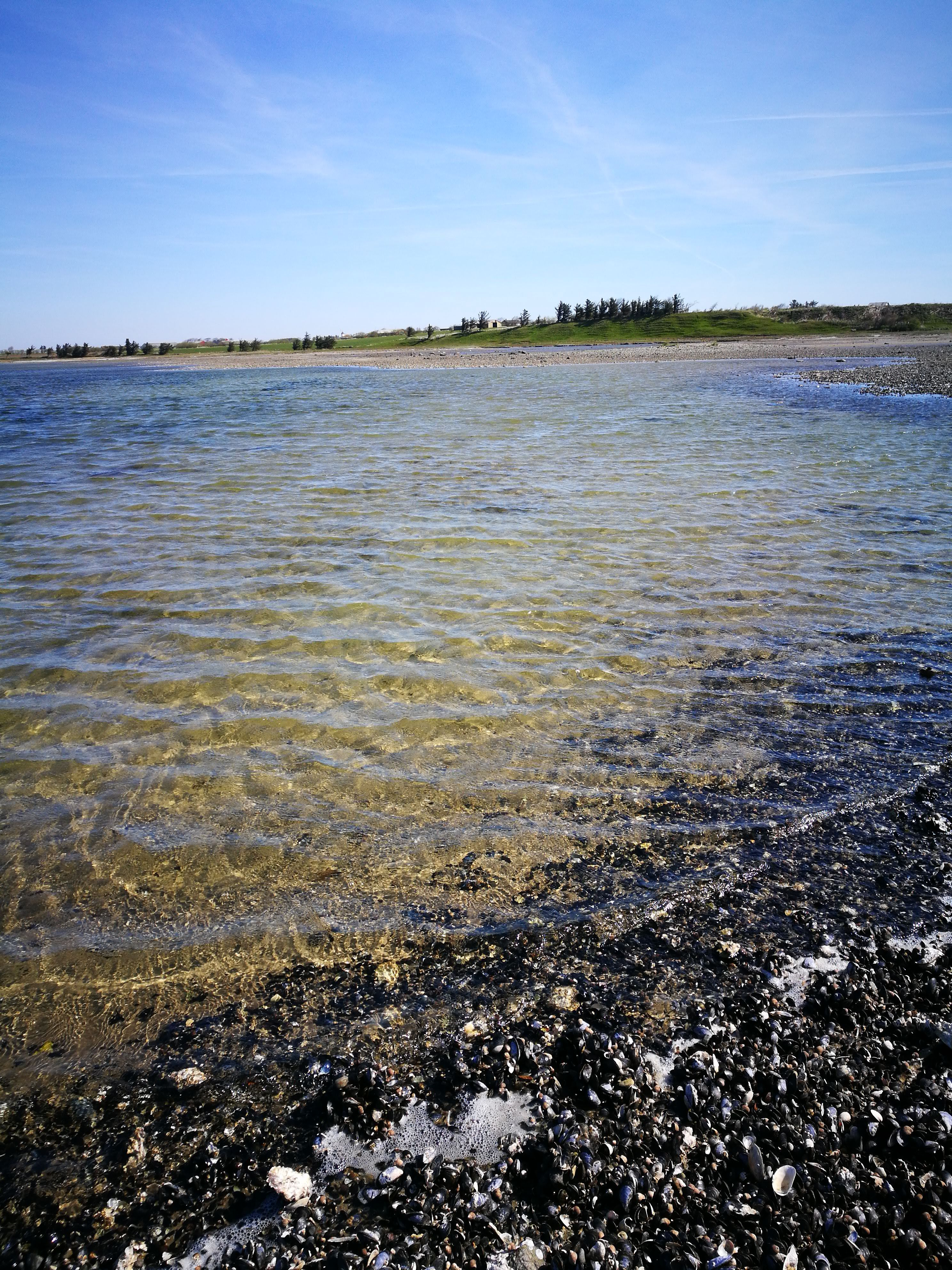
Flachwasser an der Küste von Agerø
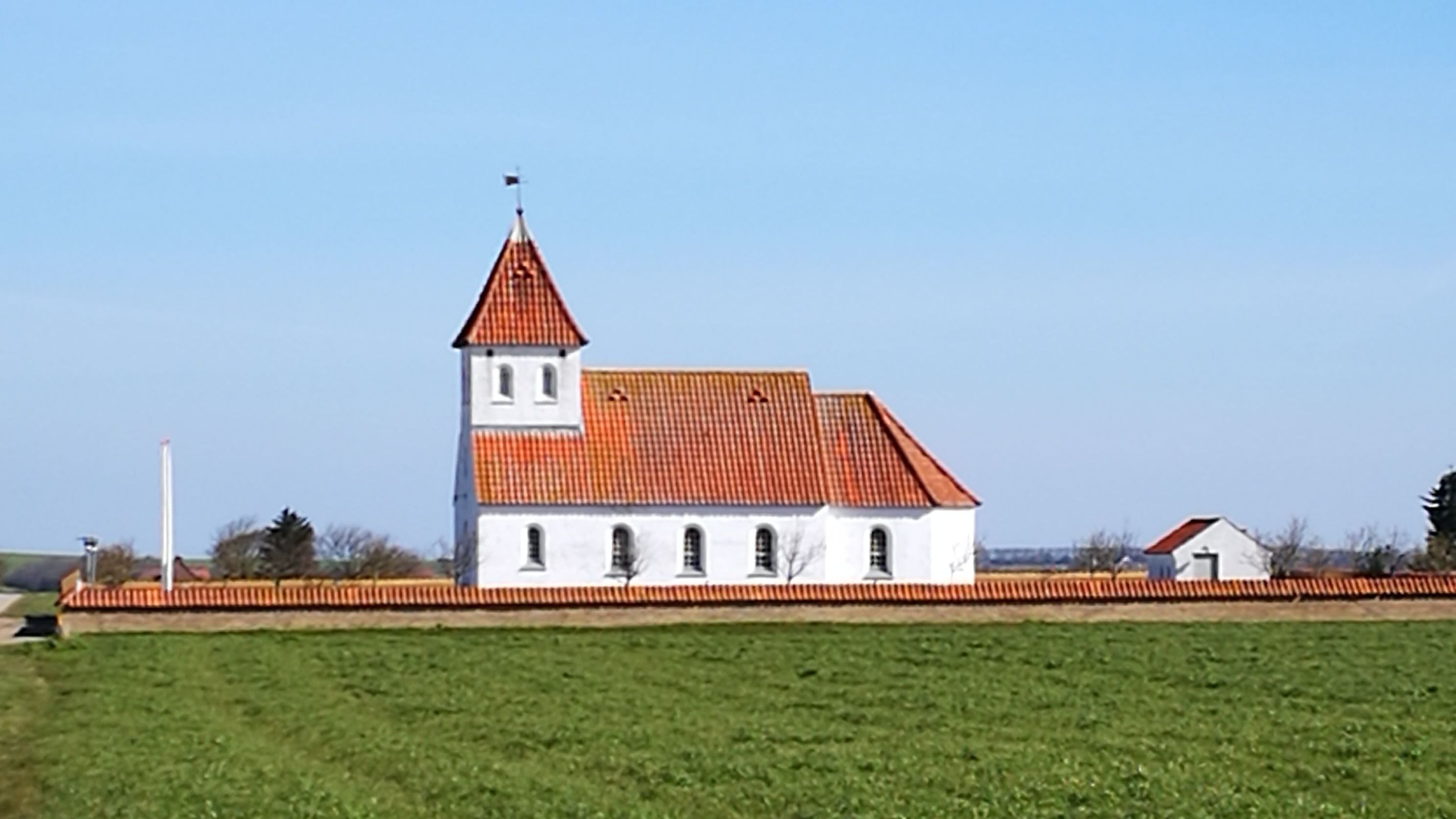
Agerø Kirke
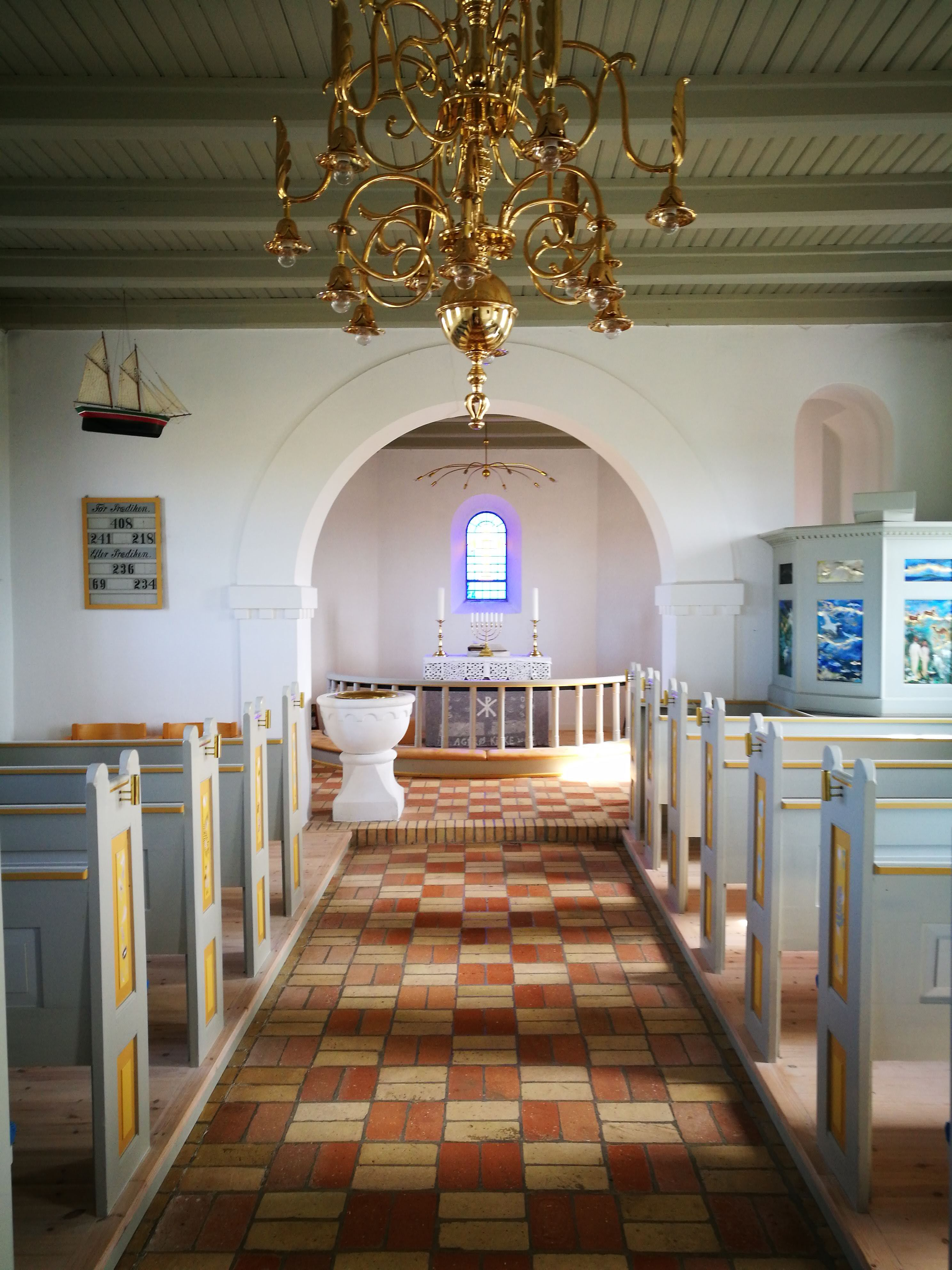
Agerø Kirke innen
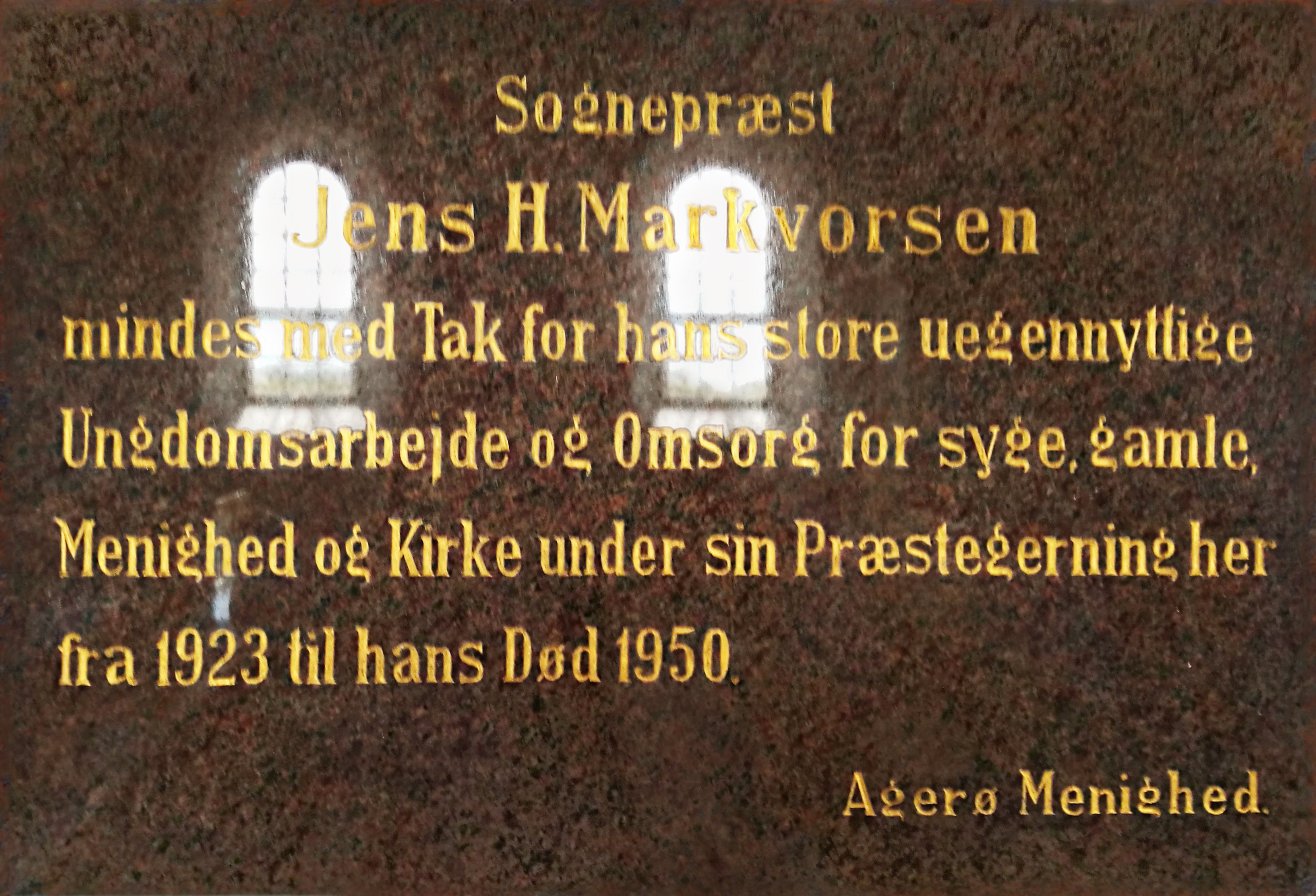
Inschrift Agerø Kirke